# Dio è morto (se Dio muore, è per tre giorni poi risorge)
Dio è morto (se Dio muore, è per tre giorni poi risorge) è un brano musicale scritto da Francesco Guccini nel 1965, il cui testo è ispirato al poema di Allen Ginsberg intitolato L'urlo mentre il titolo al mito di Friedrich Nietzsche della Morte di Dio. Nell'aprile 1967 il brano fu inciso in contemporanea da Caterina Caselli e dal gruppo beat I Nomadi.

## Il brano
tutto ciò che è falsità, le fedi fatte di abitudine e paura,
una politica che è solo far carriera,
il perbenismo interessato, la dignità fatta di vuoto,
l'ipocrisia di chi sta sempre con la ragione e mai col torto.
E un dio che è morto.»
(Francesco Guccini)
Con questo brano Guccini apre la stagione della canzone di protesta italiana che parla di temi relativi all'opposizione radicale all'autoritarismo, all'arrivismo, al carrierismo, al conformismo..
L'incipit del testo di Guccini è molto simile a quello di Ginsberg che aveva cercato di descrivere la protesta nascente di un'intera generazione. 
La controcultura degli anni 1960, veicolata dal movimento hippy e dalla contestazione studentesca, era arrivata anche in Italia ed aveva portato la consapevolezza della necessità di un cambiamento del mondo, della società, dell'uomo. Secondo la maggioranza dei giovani la civiltà del tempo era piena di contraddizioni: da un lato gli ideali formalmente proclamati e dall'altro lato un mondo pieno di ipocrisie e di meschinità. Il "dio" di quella società era morto, non convinceva più nessuno.
alternativi dal capo d'angelo ardenti per l'antico contatto celeste con la dinamo stellata nel macchinario della notte [...].»
(Incipit del poema L'urlo di Allen Ginsberg)
Tuttavia, nelle ultime strofe, l'autore pensa che la sua generazione è preparata a un mondo nuovo, una speranza appena nata, ad un futuro che ha già in mano a una rivolta senza armi 
quindi ad una rinascita basata su nuovi ideali che alla fine porteranno un mondo dove dio è risorto.

## La censura
La canzone ebbe problemi di censura in quanto il testo venne ritenuto blasfemo dalla Rai, per il contenuto e per il titolo stesso, per cui il brano in quel periodo non fu mandato in onda. Tuttavia, nel contempo, il brano veniva trasmesso da Radio Vaticana e pare che anche il papa Paolo VI lo apprezzasse.

## Pubblicazione
Il brano fu pubblicato nell'LP Diamoci del tu di Caterina Caselli; la versione dei Nomadi fu pubblicata nell'album Per quando noi non ci saremo e contemporaneamente lanciata come Lato A del 45 giri Dio è morto (se Dio muore, è per tre giorni poi risorge)/Per fare un uomo

### Formazione di Caterina Caselli
- Orchestra diretta dal Maestro Franco Monaldi

### Formazione dei Nomadi
- Augusto Daolio - voce
- Beppe Carletti - tastiere
- Franco Midili - chitarra
- Gianni Coron - basso
- Bila Copellini - batteria

## Le cover
- Per molti anni la canzone è stata incisa dal suo autore solamente dal vivo, nei dischi Album concerto, Francesco Guccini Live @ RTSI, ...quasi come Dumas..., Guccini Live Collection e Anfiteatro Live. Soltanto nel 2008 il chitarrista genovese Beppe Gambetta ha realizzato con Francesco Guccini una versione di studio del brano, contenuta nell'album "Rendez-vous" (etichetta GADFLY, sigla GADFLY-516)
- In ricordo di Augusto Daolio, voce dei Nomadi, nel 1995 è pubblicato l'album Tributo ad Augusto, raccolta di canzoni del gruppo, interpretate da altri artisti. In questa raccolta Luciano Ligabue interpreta "Dio è morto".
- È la volta di Ornella Vanoni che la incide nel suo disco di cover Un panino una birra e poi... del 2001. Oltre alla Vanoni il brano è interpretato dal suo autore: Guccini.
- Nel 2003 il complesso L'invasione degli omini verdi incide la canzone di Guccini nel CD Non è un gioco, facendone una versione rock.
- Nel 2004 Erwann Menthéour incide la versione in francese, Dieu est mort, inserita nell'album Un ange, un frère, une sœur.
- Nel 2007 Fiorella Mannoia incide la canzone nell'album Canzoni nel tempo e la pubblica come singolo.
- Nel 2014 Gianna Nannini incide la canzone nell'album Hitalia.
- Nel 2020 Zucchero Fornaciari incide la canzone nell'album Note Di Viaggio - Capitolo 2: non vi succederà niente